# Калачёв, Василий Александрович
Василий Александрович Калачёв (28 декабря 1901, ст. Копал,  Семиреченская область, Российская империя — после 1954 года, СССР) — советский военачальник, полковник (1941).

## Биография
Родился 28 декабря 1901 года  в  станице Копал, ныне село Капал в Аксуском районе, Алматинская область, Казахстан. Русский.

## Военная служба

### Гражданская война
С июня 1918 года состоял рядовым бойцом и адъютантом в Красном партизанском отряде Е. М. Мамонтова в Семиреченской области. Участвовал с ним в ликвидации «партизанской дивизии» Б. В. Анненкова в Семиречье. С декабря был начальником штаба артиллерийского управления, а с августа 1919 года — начальником Полевого штаба Группы войск Северного фронта Семиреченской области. С марта 1920 по январь 1922 года. учился на 15-х Алма-Атинских кавалерийских КУКС в городе Самарканд, затем служил в 11-м Алма-Атинском стрелковом полку 4-й Туркестанской стрелковой дивизии начальником сборов разведчиков и начальником разведки полка. В августе 1923 года переведен в 3-й Туркестанский стрелковый полк 13-го Туркестанского стрелкового корпуса, где был начальником разведки и помощником командира эскадрона. В его составе принимал участие в ликвидации басмачества в Западной Бухаре.

### Межвоенные годы
С июня 1924 года служил помощником командира эскадрона в 1-м Бухарском кавалерийском полку Бухарской Красной армии. В сентябре 1924 года убыл на кавалерийские КУКС РККА в Ленинграде, по окончании которых в августе 1925 года был назначен командиром сабельного эскадрона в Отдельный Узбекский кавалерийский дивизион. С октября продолжил службу в Отдельном Киргизском кавалерийском дивизионе командиром эскадрона и помощником командира дивизиона. В ноябре 1929 года переведен в СКВО, где проходил службу в 5-й Ставропольской кавалерийской дивизии им. М. Ф. Блинова начальником 2-го (разведывательного) отделения штаба дивизии и командиром учебного дивизиона 30-го кавалерийского полка. С декабря 1931 по июнь 1932 года находился на кавалерийских КУКС РККА в городе Новочеркасск, затем был назначен помощника командира 72-го кавалерийского полка Отдельной кавалерийской бригады ЛВО. В январе 1933 года отстранен от должности и позже временно исполнял должность инспектора по продовольствию военнохозяйственного отдела штаба округа. В декабре направлен в САВО командиром 1-го Туркменского кавалерийского полка 18-й кавалерийской дивизии. С марта 1936 года майор  Калачев был начальником продовольственного отдела, а с марта 1937 года — врид начальника военно-хозяйственного снабжения 18-й горнокавалерийской дивизии. С октября 1937 года исполнял должность начальника штаба 83-го кавалерийского, а с октября 1938 года — 27-го горнокавалерийского полков. С декабря 1939 года работал преподавателем, а с августа 1940 года — младшим преподавателем тактики в Высшей школе штабной службы в Москве. Заочно окончил  два курса  факультета Военной академии им. М. В. Фрунзе.  5 апреля 1941 года был назначен командиром 780-го стрелкового полка 214-й стрелковой дивизии ХВО. 

### Великая Отечественная война
В начале войны дивизия к 30 июня 1941 года была отмобилизована и по ж. д. направлена на Западный фронт. Войдя в состав 22-й армии, ее части участвовали в Смоленском сражении, ведя бои в районе Великих Лук и под Андреаполем. В сентябре дивизия была переброшена на ярцевское направление в состав 16-й армии. В начале октября 1941 года, после прорыва фронта войсками противника, она была переведена севернее ст. Свищево, где вела тяжелые оборонительные бои в окружении в районе Капыревщина, Дедово. Затем ее части в составе 19-й армии, а с 9	октября — оперативной группы генерал-лейтенанта И. В. Болдина отходили к Днепру и далее на Богородицкое (северо-западнее Вязьмы). 14 октября остатки дивизии были сведены в сводные отряды и пробивались севернее Гжатска в северо-восточном направлении. По выходе из вражеского кольца в ноябре 1941 года полковник  Калачев был назначен начальником штаба 60-й стрелковой дивизии. В составе 49-й армии Западного фронта участвовал с ней в Тульских оборонительной и наступательной, Калужской наступательной операциях. В ходе последней ее части освободили 10	населенных пунктов, в т. ч. город Высокиничи. В 1941 году Калачёв вступил в ВКП(б). В январе 1942 года 60-я стрелковая дивизия находилась в резерве Ставки ВГК. С 8 февраля она вела наступательные и оборонительные бои в составе 3-й армии Брянского фронта в районе Мценска, после чего перешла к обороне на достигнутом рубеже.
С июля 1942 года полковник  Калачев исполнял должность заместителя командира 287-й стрелковой дивизии, которая занимала оборону на левом берегу реки Неручь в районе Орловка — Котлы (г. Новосиль). В ноябре он убыл в распоряжение отдела кадров фронта, а в декабре командирован на учебу в Высшую военную академию им. К. Е. Ворошилова. В мае 1943 года, окончив ее ускоренный курс, был назначен начальником штаба 19-го гвардейского стрелкового корпуса и в составе 10-й гвардейской армии Западного фронта участвовал с ним в Спас-Деменской и Ельнинско-Дорогобужской наступательных операциях.
С 31 августа по октябрь 1943 года находился по ранению в госпитале. После выздоровления назначен начальником оперативного отдела — заместителем начальника штаба 10-й гвардейской армии. 14 декабря допущен к командованию 159-й стрелковой дивизией, оборонявшейся в районе нас. пункта Боброво и на реке Россасенка. В начале января 1944 года дивизия, совершив марш, заняла оборону юго-восточнее и южнее города Витебск. 9 февраля полковник  Калачев был отстранен от командования «по несоответствию» и назначен командиром 563-го стрелкового полка 153-й стрелковой дивизии, находившейся в резерве Ставки ВГК. В конце мая дивизия была подчинена 2-му Белорусскому фронту и в составе 49-й армии участвовала в Белорусской наступательной операции. Полк под командованием  Калачева отличился в Минской операции. В течение двух суток он совершил 100-километровый марш в тыл врага, 2 июля форсировал реку Березина на подручных средствах и в течение трех суток вел бои по удержанию захваченного плацдарма, чем обеспечил преодоление реки подошедшими частями дивизии и основных сил 50-й армии. В ходе Белостокской операции полк в первой половине августа обошел город Гродно, форсировал реку Неман, с боем взял город Липск и первым вышел к границе с Восточной Пруссией в районе Августовских лесов.
3 сентября 1944 года полковник  Калачев был допущен к исполнению должности начальника штаба 330-й стрелковой Могилевской дивизии, занимавшей оборону восточнее крепости Осовец. 11 ноября 1944 года он переведен на ту же должность в 369-ю стрелковую Карачевскую Краснознаменную дивизию и воевал с ней до конца войны. До конца января 1945 года она находилась в резерве 50-й армии и 2-го Белорусского фронта, затем совершила 220-километровый марш в район Бялобжеки, Жеписка, Комашувка (Польша) и 1 февраля вошла в состав 70-й армии. В ее составе дивизия участвовала в боях по уничтожению окруженной торнской группировки противника, затем в наступлении и овладении городом Тухель (15.2.1945). С марта она в составе 96-го стрелкового корпуса вела успешные бои против данцигско-гдыньской группировки противника, разделив ее на две части и овладев военно-морским портом и городом Гдыня. С 13 апреля дивизия на автомашинах была переброшена в район Любтов, Мушерин, Блумберг (северо-восточнее Берлина) и участвовала в Берлинской наступательной операции.

### Послевоенное время
После войны с 4 июля 1945 года полковник  Калачев проходил службу в ГСОВГ начальником штаба 102-й гвардейской стрелковой Новгородской Краснознаменной дивизии. С июля 1946 г. был начальником штаба 11-й отдельной гвардейской стрелковой Новогородско-Померанской Краснознаменной орденов Суворова и Красной Звезды бригады МВО, а с декабря — начальником 1-го отдела Управления боевой и физической подготовки МВО. С апреля 1951 года исполнял должность преподавателя общевойсковой подготовки военной кафедры Московского нефтяного института им. Губкина, с марта 1953 года — старшего преподавателя военной кафедры Высшей партийной школы при ЦК КПСС. 28 июля 1954 года гвардии полковник  Калачев уволен в запас.

## Награды
- орден Ленина (21.02.1945)[3][4]
- пять орденов Красного Знамени (21.07.1942[5], 21.08.1944[6], 14.09.1944[7], 03.11.1944[4][8], 20.06.1949[4])
- орден Кутузова II степени  (23.04.1945)[9]
- орден Отечественной войны I степени  (12.05.1945)[10]
- орден Красной Звезды  (??.10.1941)[9]

медали в том числе:
- - «XX лет Рабоче-Крестьянской Красной Армии» (1938)[9]
  - «За оборону Москвы»
  - «За победу над Германией в Великой Отечественной войне 1941—1945 гг.»
  - «За взятие Кёнигсберга»
  - «За взятие Берлина»
  - «За освобождение Варшавы»